# 2022 NX1
2022 NX1 è un asteroide classificato come oggetto near-Earth facente parte della classe di asteroidi Arjuna, una sottoclasse del gruppo Apollo. Scoperto il 2 luglio 2022 dagli astronomi del Moonbase South Observatory, in Namibia, quando si trovava in corrispondenza della costellazione del Pavone, l'asteroide, avente un diametro di soli 9 metri circa, orbita attorno al Sole ma effettua lenti passaggi ravvicinati nei pressi del sistema Terra-Luna.
Come osservato, tra l'11 giugno e il 3 luglio 2022, 2022 NX1 è passato all'interno della sfera di Hill della Terra a una velocità relativa sufficientemente bassa da essere temporaneamente catturato dall'attrazione gravitazionale del nostro pianeta diventando quella che viene definita una "mini Luna". Durante quei 22 giorni, l'asteroide ha avuto un'energia geocentrica negativa, divenendo un satellite terrestre a tutti gli effetti ma effettuando tuttavia solamente un percorso a ferro di cavallo senza mai completare una rivoluzione della Terra, a cui si è maggiormente avvicinato il 26 giugno 2022, arrivando a una distanza di circa 812200 km.
Stando a quanto rivelato dalle osservazioni orbitali, 2022 NX1 era già stato temporaneamente catturato dalla Terra nel 1981, senza mai completare una rivoluzione anche in quell'occasione ma arrivando a una distanza minima dal nostro pianeta di circa 600000 km il 16 gennaio, mentre nel dicembre 2051 ci si attende che esso venga nuovamente catturato dalla Terra immettendosi su un'orbita che lo porterà a completare più rivoluzioni.
Data la somiglianza dell'orbita di 2022 NX1 a quella terrestre, è stato supposto che la sua origine potesse essere artificiale e che potesse quindi trattarsi di un detrito spaziale o di un frammento lunare, tuttavia, osservazioni spettroscopiche hanno consentito di verificare la sua natura di asteroide, rivelando uno spettro nel visibile compatibile con quello di un asteroide di tipo K.
All'epoca della scoperta di 2022 NX1, era noto solamente un altro asteroide che era stato temporaneamente catturato nella sua fase di sorvolo senza comunque mai completare una rivoluzione della Terra, ossia 1991 VG, catturato per un breve periodo nel febbraio del 1992, mentre nell'agosto del 2024 ne è stato scoperto un altro: 2024 PT5. Per quanto riguarda invece asteroidi che sono notoriamente divenuti satelliti temporanei della Terra effettuando almeno una rivoluzione completa, si possono citare 2006 RH120, scoperto il 14 settembre 2006, e 2020 CD3, scoperto il 15 febbraio 2020.